# Bistum Città di Castello
Das Bistum Città di Castello (lat.: Dioecesis Civitatis Castelli oder Tifernatensis, ital.: Diocesi di Città di Castello) ist eine in Italien gelegene römisch-katholische Diözese mit Sitz in Città di Castello.

## Geschichte
Das Bistum Città di Castello wurde im 7. Jahrhundert errichtet und dem Heiligen Stuhl direkt unterstellt. 1752 wurde das Priesterseminar des Bistums Città di Castello errichtet.
Am 15. August 1972 wurde das Bistum Città di Castello dem Erzbistum Perugia-Città della Pieve als Suffraganbistum unterstellt.
Am 7. Mai 2022 verfügte Papst Franziskus die Vereinigung des Bistums Città di Castello in persona episcopi mit dem Bistum Gubbio. Bischof der so vereinigten Bistümer wurde der bisherige Bischof von Gubbio, Luciano Paolucci Bedini.

## Einzelnachweise

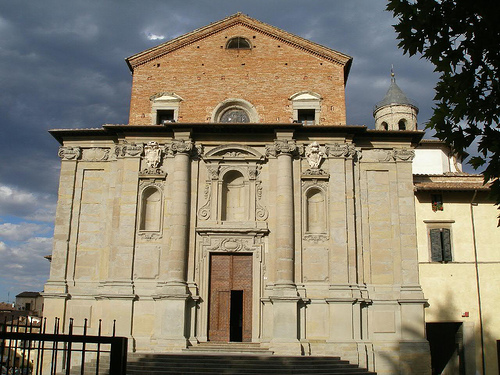
Kathedrale Santi Florido e Amanzio in Città di Castello